# James Lew
James Jene Fae Lew, conosciuto semplicemente come James Lew (Los Angeles, 6 settembre 1952), è un attore, artista marziale e stuntman statunitense.
È membro dell'Hollywood Stuntman Association ed è considerato uno dei migliori coreografi di combattimenti di Hollywood.

## Biografia
Comincia da bambino ad allenarsi nelle arti marziali, applicandosi nel Tae Kwon Do e nel Kung Fu, di cui studia gli stili del loto bianco e dei 5 animali, oltre che al Chow Lay Fut. Diviene cintura nera nel 1972.
Già il 1972 vede James Lew impegnato come stuntman per la serie televisiva Kung Fu, ideata da Bruce Lee ma interpretata da David Carradine. La sua presenza nel mondo televisivo continua nel corso degli anni: infatti partecipa sia come attore in telefilm come A-Team, sia come coreografo dei combattimenti per telefilm come The Crow - Il Corvo o Baywatch.
James Lew collabora anche con il mondo dei videogiochi. Nel 1994 coreografa i combattimenti di Noctropolis, mentre nel 1995 presta la sua voce al personaggio di "Virtual Samurai" del videogioco Johnny Mnemonic: The Interactive Action Movie, tratto dall'omonimo film.
Nel 2004 Lew si mette in proprio scrivendo, dirigendo e producendo il suo primo film, 18 Fingers of Death!, che lo vede anche come attore e coreografo dei combattimenti.
Nel 2010 prende parte ad un episodio della serie TV Chuck, intitolato Chuck vs la fase tre.

## Filmografia parziale

### Attore
- Enforcer from Death Row, regia di Marshall M. Borden e Efren C. Piñon (1976)
- Big Time, regia di Andrew Georgias (1977)
- Young Dragon, regia di Joseph Velasco (1979)
- Going Berserk, regia di David Steinberg (1983)
- Difficile caso per il tenente Long (Killpoint), regia di Frank Harris (1984)
- Los Angeles Streetfighter, regia di Woo-sang Park (1985)
- Grosso guaio a Chinatown (Big Trouble in Little China), regia di John Carpenter (1986)
- Action Jackson, regia di Craig R. Baxley (1988)
- Ninja Academy, regia di Nico Mastorakis (1989)
- Hawaii squadra speciale 3 (Savage Beach), regia di Andy Sidaris (1989)
- I migliori (Best Of The Best), regia di Robert Radler (1989)
- Aftershock, regia di Frank Harris (1990)
- Codice marziale (Martial Law), regia di Steve Cohen (1990)
- Ombre sulla Cina - China Cry, regia di James F. Collier (1990)
- Hawaii squadra speciale (Guns), regia di Andy Sidaris (1990)
- La signora in giallo (Murder, She Wrote) - serie TV, episodio 6x21 (1990)
- Arma perfetta (The Perfect Weapon), regia di Mark DiSalle (1991)
- Costretto a combattere (Night of the Warrior), regia di Rafal Zielinski (1991)
- Do or Die, regia di Andy Sidaris (1991)
- Codice marziale 2 (Martial Law II: Undercover), regia di Kurt Anderson (1992)
- Codice marziale 3 - Missione giustizia (Martial Law III: Mission of Justice), regia di Steve Barnett (1992)
- Moventi diversi (Ulterior Motives), regia di James Becket (1992)
- Dark Vengeance, regia di Faruque Ahmed (1992)
- Guerriero americano 5 (American Ninja V), regia di Bobby Jean Leonard (1993)
- Hot Shots! 2 (Hot Shots! Part Deux), regia di Jim Abrahams (1993)
- Coppia d'azione (Undercover Blues), regia di Herbert Ross (1993)
- Showdown, regia di Robert Radler (1993)
- Giustizia privata (Private Wars), regia di John Weidner (1993)
- Kickboxing mortale (Best of the Best 2), regia di Robert Radler (1993)
- Lame mortali (Ring of Steel), regia di David Frost (1994)
- L'Uomo Ombra (The Shadow), regia di Russell Mulcahy (1994)
- Sole rosso sangue (Red Sun Rising), regia di Francis Megahy (1994)
- Timecop - Indagine dal futuro (Timecop), regia di Peter Hyams (1994)
- Sbarre d'acciaio 2 (1994)
- Sotto i colpi dell'aquila 3 (1995)
- Gli immortali (1995)
- Ballistic (1995)
- Robo Warriors (1996)
- Costretti ad uccidere (1998)
- Arma letale 4 (1998)
- Rinnegato (1999)
- Deep Core 2000 (2000)
- Traffic (2000)
- Colpo grosso al drago rosso - Rush Hour 2 (2001)
- Oltre la legge (2001) [Film TV]
- Die Another Day (2002) - videoclip di Madonna
- The Girl from the Naked Eye, regia di David Ren (2012)
- G.I. Joe - La vendetta (2013)

### Stuntman
- Grosso guaio a Chinatown (Big Trouble in Little China), regia di John Carpenter (1986)
- Essi vivono (They Live), regia di John Carpenter (1988)
- Soggetti proibiti (1989)
- Perché proprio a me? (1990)
- Double Impact - Vendetta finale (1991)
- Resa dei conti a Little Tokyo (1991)
- Quadrato di sangue (1991)
- Buffy l'ammazzavampiri (Buffy the Vampire Slayer), regia di Fran Rubel Kuzui (1992)
- Drago d'acciaio (1992)
- Coppia d'azione (1993)
- Sfida tra i ghiacci (1994)
- Trappola sulle Montagne Rocciose (1995)
- Fuga da Los Angeles (1996)
- L'angolo rosso - Colpevole fino a prova contraria (1997)
- Rush Hour - Due mine vaganti (1998)
- Colpo grosso al drago rosso - Rush Hour 2 (2001)
- Planet of the Apes - Il pianeta delle scimmie (2001)
- Instinct to Kill (2001)
- Kung Pow (2002)
- L'ultimo samurai (2003)
- Collateral (2004)

### Coreografo
- Grosso guaio a Chinatown (Big Trouble in Little China), regia di John Carpenter (1986)
- Buffy l'ammazzavampiri (Buffy the Vampire Slayer), regia di Fran Rubel Kuzui (1992)
- Complotto per un uomo solo (1998)
- La base - The Base (1999)